# Le Partage du sensible
 (février 2021).
Le Partage du sensible (sous-titré Esthétique et politique) est un essai de Jacques Rancière, publié en 2000, par La Fabrique éditions.

## Origine
L'ouvrage prend son origine, selon l'auteur, dans « une double sollicitation », d'une part « les questions posées par deux jeunes philosophes, Muriel Combes et Bernard Aspe » et d'autre part Eric Hazan et Stéphanie Grégoire qui ont demandé que les réponses soient « autant que possible, explicitées ».

## Contenu
L'ouvrage tisse une relation entre esthétique et politique, au travers de l'expression le partage du sensible, expression qui trouve son origine dans La Mésentente, un autre essai philosophique de Jacques Rancière. 
L'Esthétique est appréhendée par Jacques Rancière non pas comme « la théorie de l'art en général ou une théorie de l'art qui le renverrait à ses effets sur la sensibilité, mais un régime spécifique d'identification et de pensée des arts : un mode d'articulation entre des manières de faire, des formes de visibilité de ces manières de faire et des modes de pensabilité de leurs rapports, impliquant une certaine idée de l'effectivité de pensée. ». L'objectif de l'ouvrage, Le partage du sensible, étant de « marquer quelques repères, historiques et conceptuels», permettant ainsi de reformuler certains problèmes brouillés par « des notions qui font passer pour déterminations historiques des a priori conceptuels et pour déterminations conceptuelles des découpages historiques ». 
L'ouvrage se répartit en cinq chapitres, chacun des chapitres s'ouvre sur une question.